# Выгелдув
Выге́лдув (пол. Wygiełdów) — село в Польше в гмине Прашка Олесненского повета Опольского воеводства.

## География
Село находится в 4 км от административного центра гмины города Прашка, 17 км от административного центра повета города Олесно и 54 км от центра воеводства Ополе. Возле села протекает река Просна.

## История
В первой половине XIX веке владельцем села был польский экономист, общественный деятель, офицер и участник ноябрьского восстания 1830 года Томаш Потоцкий.
В 1975—1998 годах село входило в Ченстоховское воеводство.

## Достопримечательности
- Часовня Пресвятой Девы Марии Ченстоховской.